# Fred Astaire

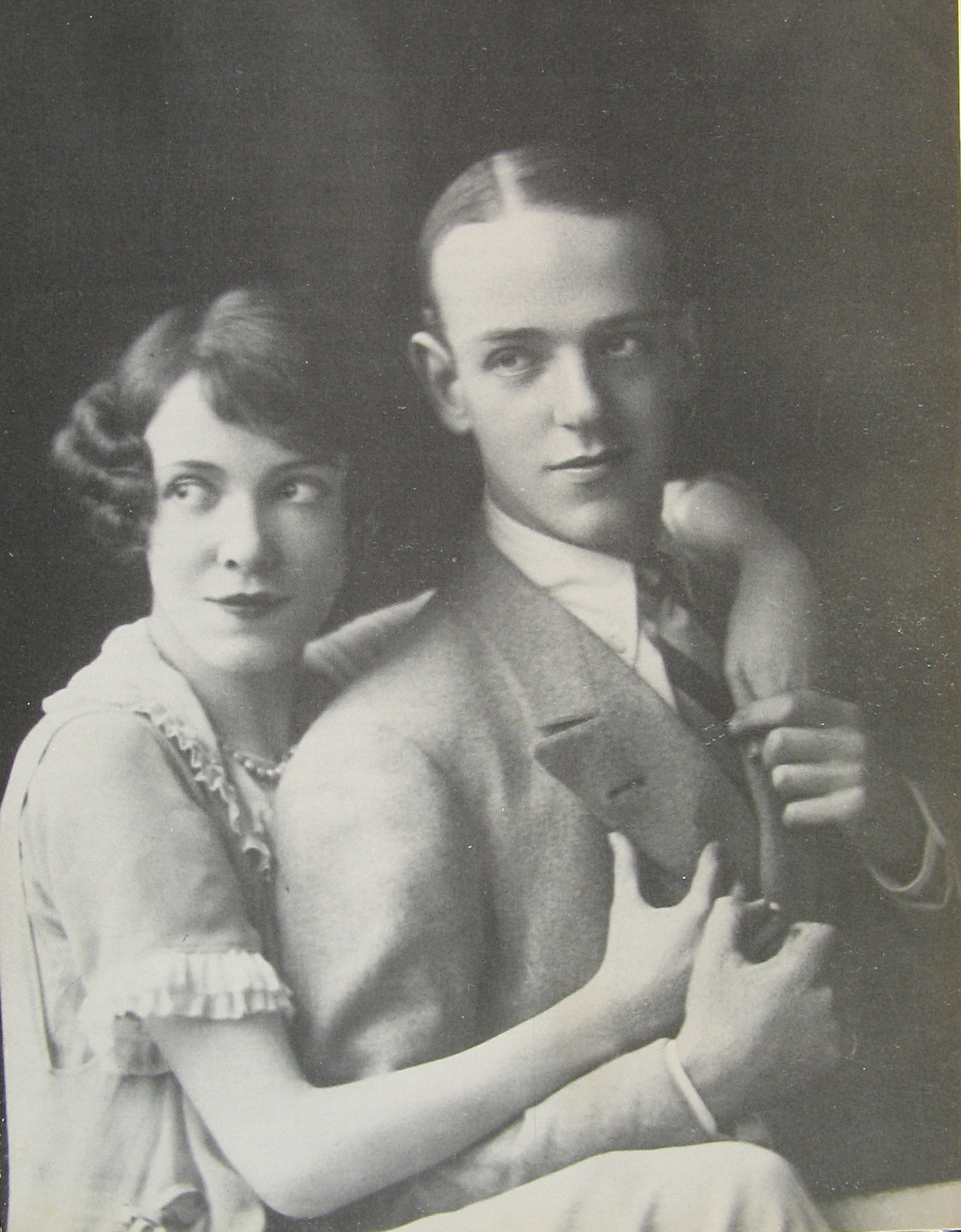
Fred en Adele Astaire in 1919

Fred Astaire, geboren als Frederick Austerlitz (Omaha (Nebraska), 10 mei 1899 – Los Angeles, 22 juni 1987) was een Amerikaans film- en Broadway-ballroomdanser, choreograaf, zanger en acteur. 
Hij wordt vaak in een adem genoemd met Ginger Rogers, met wie hij tien films maakte. Daarentegen wordt hij vaak als tegenpool (in stijl) beschreven van Gene Kelly, de andere grote danser van die tijd: Astaire als de lichtvoetige, stijlvolle danser, Kelly als meer fysiek danser en innovator.

## Biografie

### Jeugd
"Astaire" was een naam die hij samen met zijn zus Adele had aangenomen voor hun vaudeville-act toen zij ongeveer 5 jaar oud waren. Er wordt gezegd dat de naam komt van een oom die L'Astaire als achternaam had. In de jaren twintig traden Adele en Fred regelmatig op in Broadwaytheaters. Dit hield op in 1932 toen ze haar eerste man trouwde, Lord Charles Cavendish, een zoon van de hertog van Devon.
Er gaat een bekend verhaal over de RKO Pictures-screentest van Fred Astaire die werd afgewezen met "Kan niet zingen. Kan niet acteren. Wordt een beetje kaal. Kan een beetje dansen". Veel van de miljoenen fans van zijn films vonden dat hij toch wel goed kon dansen. Cole Porter schreef een aantal nummers specifiek voor hem.

### Carrière
Astaire werkte voor het eerst met Ginger Rogers in zijn tweede film Flying down to Rio. De combinatie van de twee dansers en de choreografie van Hermes Pan zorgden ervoor dat dans een belangrijk element werd van de Hollywoodfilmmusical. Andere films met Rogers zijn The Gay Divorcee (1934), Top Hat (1935) en Carefree (1938). Hij werkte ook met andere grote sterren, met name met Bing Crosby in de film Holiday Inn (1942) en Blue Skies (1946). Nadat hij zich terugtrok uit de showbusiness kwam hij al snel terug naar het witte scherm om de rol van de geblesseerde Gene Kelly over te nemen in Easter Parade (1948) tegenover Judy Garland en Peter Lawford. Later speelde hij nog in The Band Wagon (1953) met Cyd Charisse.
Alhoewel hij het dansen had opgegeven, bleef Astaire acteren en verscheen in films als On the Beach (1959), Finian's Rainbow (1968) en The Towering Inferno (1974), waar hij zijn enige Oscarnominatie ontving, in de categorie Best supporting Actor. Zijn laatste film was Ghost Story (1981).
Fred Astaire overleed in 1987 aan de gevolgen van een longontsteking en ligt net als Ginger Rogers begraven in het Oakwood Memorial Park Cemetery in Chatsworth, Californië.

## Filmografie
- Dancing Lady (1933)
- Flying Down to Rio (1933) (*)
- The Gay Divorcee (1934) (*)
- Roberta (1935) (*)
- Top Hat (1935) (*)
- Follow the Fleet (1936) (*)
- Swing Time (1936) (*)
- Shall We Dance (1937) (*)
- A Damsel in Distress (1937)
- Carefree (1938) (*)
- The Story of Vernon and Irene Castle (1939) (*)
- Broadway Melody of 1940 (1940)
- Second Chorus (1940)
- You'll Never Get Rich (1941)
- Holiday Inn (1942)
- You Were Never Lovelier (1942)
- The Sky's the Limit (1943)
- Yolanda and the Thief (1945)
- Ziegfeld Follies (1946)
- Blue Skies (1946)
- Easter Parade (1948)
- The Barkleys of Broadway (1949) (*)

(*) met Ginger Rogers
- Three Little Words (1950)
- Let's Dance (1950)
- Royal Wedding (1951)
- Belle of New York (1952)
- The Band Wagon (1953)
- Daddy Long Legs (1955)
- Funny Face (1957)
- Silk Stockings (1957)
- On the Beach (1959)
- The Pleasure of His Company (1961)
- The Notorious Landlady (1962)
- Finian's Rainbow (1968)
- Midas Run (1969)
- Santa Claus is Comin' To Town (stem van postbode)
- Just One More Time (1974)
- That's Entertainment! (1974) (verteller)
- The Towering Inferno (1974)
- The Lion Roars Again (1975)
- That's Entertainment, Part II (1976) (verteller)
- The Amazing Dobermans (1976)
- The Purple Taxi (1977)
- Ghost Story (1981)
- George Stevens: A Filmmaker's Journey (1985) (documentaire)

## Televisiewerk
- General Electric Theater (1953-1962)
  - Episode 147: "Imp on a Cobweb Leash" (1 december 1957)
  - Episode 185: "Man on a Bicycle" (11 januari 1959)
- Oscaruitreiking 1958 (26 maart 1958)
- An Evening with Fred Astaire (1958) (dans-special)
- Another Evening with Fred Astaire (1959) (dans-special)
- Astaire Time (1960) (dans-special)
- Alcoa Premiere (1961-1963) (als gastheer)
- Bob Hope Presents the Chrysler Theatre (1963-1967)
  - Episode 30: "Think Pretty" (2 oktober 1964)
- Oscaruitreiking 1965 (5 april 1965)
- Dr. Kildare (1961-1966)
  - Episode 153: "Fathers and Daughters" (22 november 1965)
  - Episode 154: "A Gift of Love" (23 november 1965)
  - Episode 155: "The Tent-Dwellers" (29 november 1965)
  - Episode 156: "Going Home" (30 november 1965)
- The Hollywood Palace (1964-1970)
  - Episode 60: (10 februari 1965)
  - Episode 74: (22 januari 1966)
  - Episode 81: (12 maart 1966)
  - Episode 88: (30 april 1966)

- The Fred Astaire Show (1968) (dans-special)
- It Takes a Thief (1968-1970)
  - Episode 46: "The Great Casino Caper" (16 oktober 1969)
  - Episode 49: "The Three Virgins of Rome" (6 november 1969)
  - Episode 53: "The Second Time Around" (4 december 1969)
  - Episode 64: "An Evening with Alister Mundy" (9 maart 1970)
- Oscaruitreiking 1970 (7 april 1970)
- The Over-the-Hill Gang Rides Again (1970)
- Santa Claus Is Comin' to Town (1970) (stem)
- Fred Astaire Salutes the Fox Musicals (1974)
- Bing Crosby and Fred Astaire: A Couple of Song and Dance Men (1975)
- The Easter Bunny Is Comin' to Town (1977) (stem)
- A Family Upside Down (1978)
- Battlestar Galactica
  - Episode 11: "The Man With Nine Lives" (28 januari 1979)
- The Man in the Santa Claus Suit (1979)

## Palmares

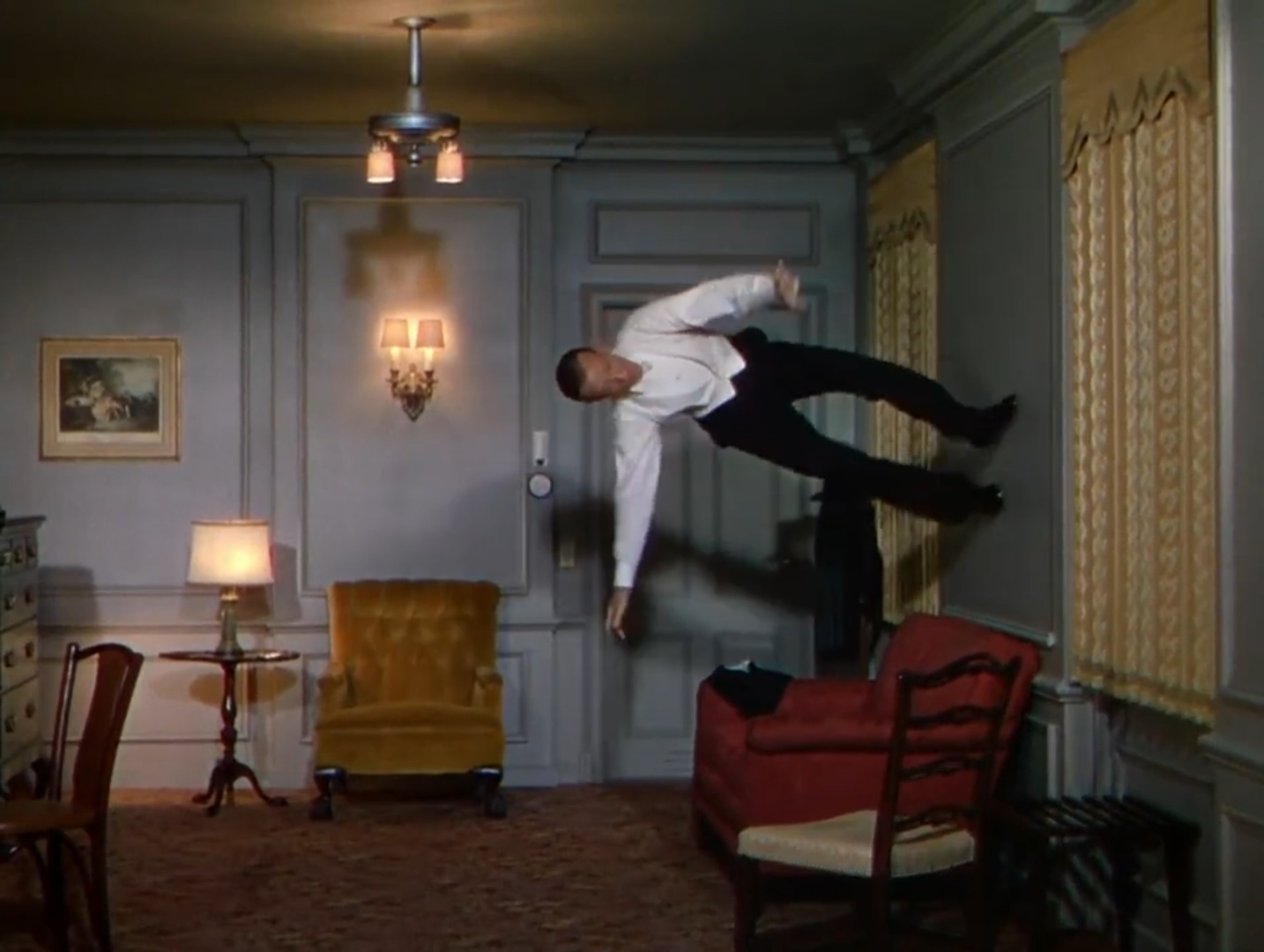
Astaire in Royal Wedding

- 1950 - Golden Globe als "Beste hoofdrolspeler - Muziek/Comedy" voor Three Little Words
- 1958 - Emmy Award als "Beste hoofdrolspeler" voor An Evening with Fred Astaire
- 1959 - Dance Magazine-award
- 1960 - Genomineerd voor een Emmy Award voor Another Evening with Fred Astaire
- 1960 - Golden Globe voor zijn gehele oeuvre
- 1961 - Emmy Award "Beste programma" voor Astaire Time
- 1965 - George Award
- 1968 - Genomineerd voor een Emmy Award voor The Fred Astaire Show
- 1975 - Golden Globe als "Beste bijrol", BAFTA en David di Donatello's voor The Towering Inferno
- 1978 - Emmy Award als "Beste acteur - Drama/Comedy Special" voor A Family Upside Down
- 1978 - Geëerd door de Academy of Television Arts and Sciences
- 1978 - National Artist Award van de American National Theatre Association
- 1981 - Lifetime Achievement Award van de AFI
- 1987 - Capezio Dance Shoe Award (met Roedolf Noerejev)
- 1989 - Grammy Lifetime Achievement Award (postuum)
- 1991 - Bijgezet in de "Ballroom Dancer's Hall of Fame" (postuum)

## Trivia
- Astaire is een van de beroemdheden die te zien is op de platenhoes van Sgt. Pepper's Lonely Hearts Club Band van de Beatles. Paul McCartney is opgegroeid met de muziek van Astaire.

## Anderen over Astaire

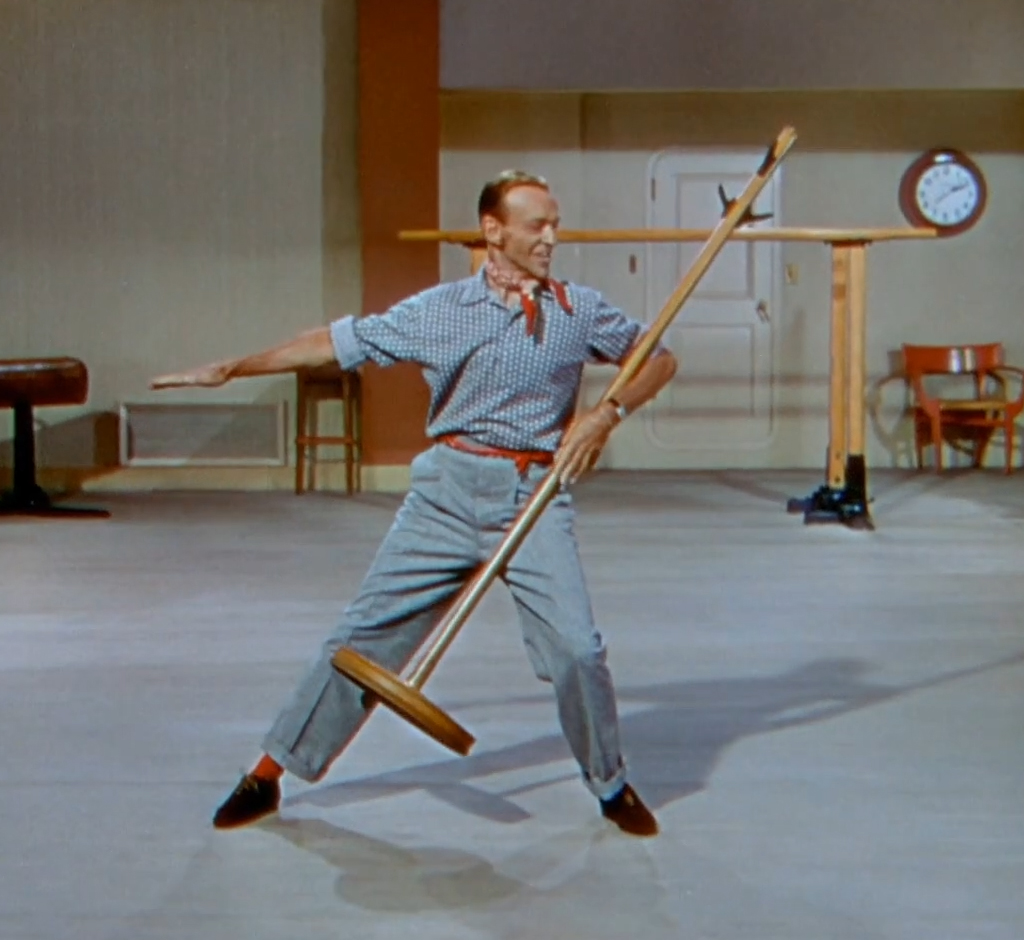
Astaire in Royal Wedding

- Frank Sinatra: Ik heb maar één ding te zeggen over Fred: hij is waarschijnlijk de beste danser die ik ooit gezien heb tijdens mijn jaren in de showbusiness!
- Audrey Hepburn: Hij had stijl. Zijn gewoontes waren geregeld banaal, en nog erger, extreem elegant, omdat hij klasse had. Of hij mooi was? Ik denk dat hij charme had, en charme is het mooiste ter wereld, nietwaar?
- Michael Jackson: Niemand zal ooit Mr. Astaire kunnen evenaren, maar ik ben nooit gestopt met proberen hem te imiteren; het is zijn stijl, alle aspecten van zijn kunst: hij oefent en oefent totdat hij het kan zoals hij het wil.